# Euselasia zena
Euselasia zena är en fjärilsart som beskrevs av William Chapman Hewitson 1859. Euselasia zena ingår i släktet Euselasia och familjen Riodinidae. Inga underarter finns listade i Catalogue of Life.

## Bildgalleri

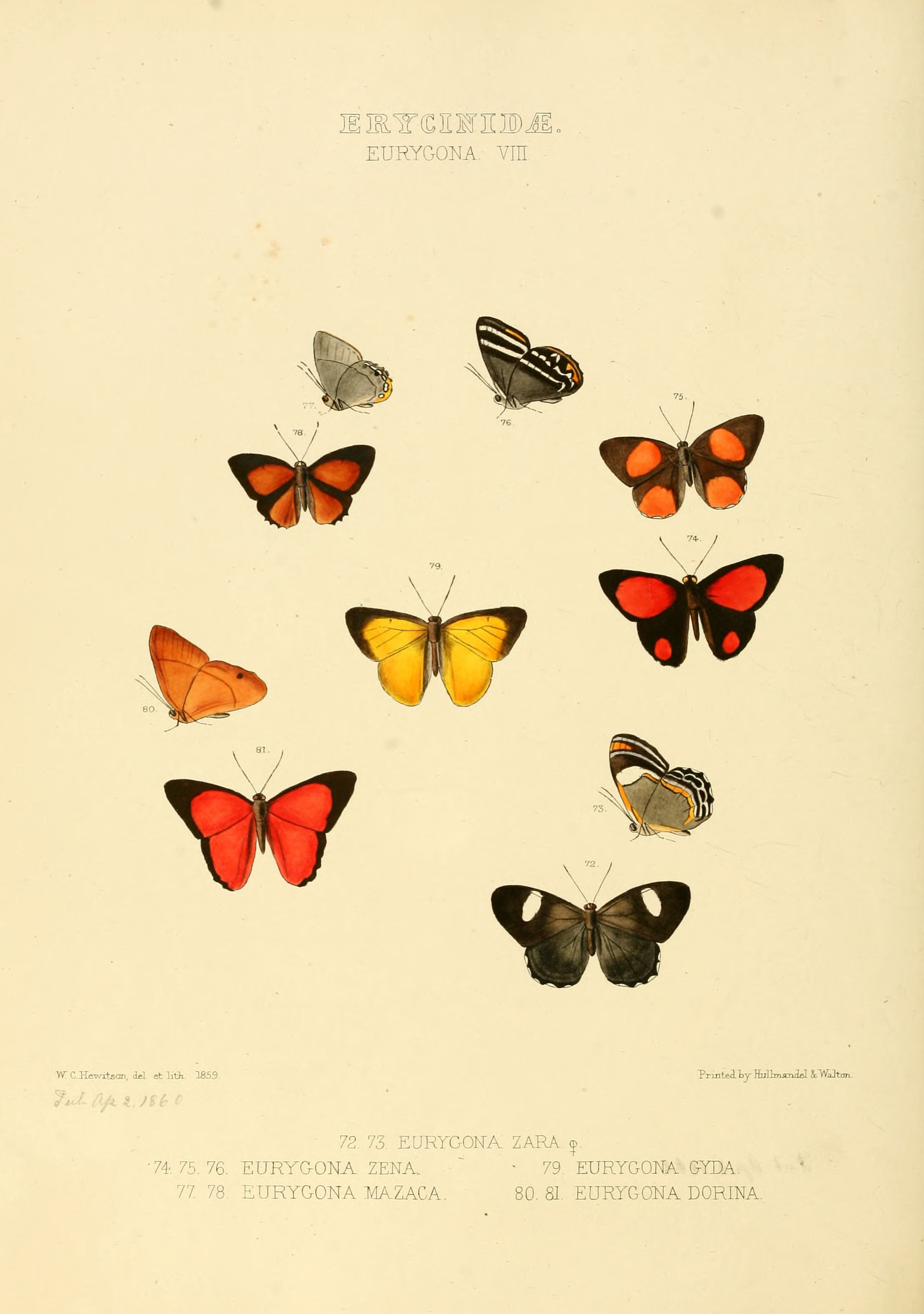